# Данијела Мистрић
Данијела Мистрић (Сплит, 28. јун 1989) хрватска је рукометашица, која наступа за члана Хрватске лиге, Сплит 2010.
Игра на позицији левог бека.
Са Црвеном звездом је наступала у ЕХФ Челенџ Купу, а са екипом Љубушки у ЕХФ Купу Победника Купова.
Каријеру је започела у локалном ЖРК Оркан из Дугог Рата, код Сплита. После 10 година играња у матичном клубу, прелази у ЖРК Љубушки из Босне и Херцеговине.
После запажених наступа у Премијер лиги БиХ добија позив београдске Црвене звезде, где је са успехом наступала.
У сезони 2012/13 и 2013/14 била је 5-ти стрелац Суперлиге Србије.
У првом делу сезоне 2014/15 наступала је  за мађарски клуб Сегедин а у другом за турски клуб Анкара 1910 СК.
У сезонама 2015/16 и 2016/17 наступала је за клуб са Фарских Острва,ВБ Вагур.